# Martin Eichler

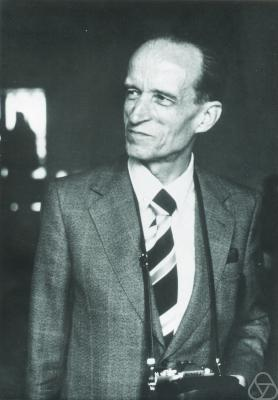
Martin Eichler

Martin Maximilian Emil Eichler (* 29. März 1912 in Pinnow; † 7. Oktober 1992 in Arlesheim bei Basel, Schweiz) war ein deutscher Mathematiker, der sich mit algebraischer Geometrie und Zahlentheorie beschäftigte.

## Leben und Werk
Er wurde als Sohn des Pfarrers Max Eichler in Pinnow im Kreis Greifswald in Pommern geboren und ging von 1923 bis 1930 auf ein Internats-Gymnasium im westfälischen Gütersloh. Ab 1930 studierte er Mathematik, Physik und Chemie in Königsberg, Zürich (wo er unter dem Einfluss Andreas Speisers von seinem ursprünglichen Ziel Physiker zu werden Abstand nahm) und ab 1932 in Halle, wo er 1936 bei Heinrich Brandt mit Untersuchungen über die Zahlentheorie der rationalen Quaternionenalgebren promovierte. Er war zunächst Assistent in Halle, wurde aber von den nationalsozialistischen Behörden als politisch unsicherer Kandidat wieder entlassen. Helmut Hasse verschaffte ihm eine Stelle als Editor der Neuausgabe der Enzyklopädie der Mathematischen Wissenschaften und holte ihn schließlich als Assistent nach Göttingen, wo er sich 1939 habilitierte. Während der Kriegsjahre arbeitete er in der Heeresversuchsanstalt Peenemünde und an der TU Darmstadt an Differentialgleichungsproblemen aus der Aerodynamik. 1947 ging er wieder nach Göttingen, verbrachte aber die nächsten beiden Jahre bei der Versuchsanstalt der Royal Aircraft in Farnborough in England. 1949 wurde er außerordentlicher Professor an der Westfälischen Wilhelms-Universität in Münster und 1956 ordentlicher Professor in Marburg. 1959 folgte er einem Ruf als Nachfolger von Alexander Ostrowski nach Basel.
Eichler beschäftigte sich zunächst mit der Struktur und Arithmetik von Quaternionenalgebren und mit der Theorie quadratischer Formen (die Verallgemeinerung seiner Untersuchung über Quaternionenalgebren), über die er 1952 das Buch Quadratische Formen und orthogonale Gruppen schrieb. Ab den 1950er Jahren war sein Hauptarbeitsgebiet die Theorie der Modulformen. 1954 bewies er die Ramanujan-Petersson-Vermutung für Modulformen vom Gewicht 2 (eine Abschätzung der Fourierkoeffizienten der Modulformen, den allgemeinen Fall bewies später Pierre Deligne). Eichler bewies für den Raum der Modulformen vom Gewicht k = 2 eine von Erich Hecke formulierte Vermutung über die Basisfunktionen dieses Raumes („Basisproblem“) und bewies eine Spurformel für die Wirkung von Hecke-Operatoren in diesem Raum. Für höhere k gab er eine Berechnungsmöglichkeit der Spur durch Heranziehung von Integralen von Modulformen („kohomologische“ Methoden, Eichler-Shimura Theorie, nach Gorō Shimura, der dies verallgemeinerte). Noch in den 1980er Jahren schrieb er mit Don Zagier eine Monographie über Jacobiformen.
In den 1960er Jahren befasste er sich auch mit Arbeiten zum Satz von Riemann-Roch, für den er im Bereich der Funktionenkörper einer Variablen eine Analogie zum Linearformen-Satz von Minkowski in der Zahlentheorie aufzeigte.
Eichler war ab 1978 korrespondierendes Mitglied der Akademie der Wissenschaften in Göttingen und Ehrendoktor der Westfälischen Wilhelms-Universität Münster.
Er war seit 1947 mit Erika Paffen verheiratet (die er in Peenemünde kennenlernte) und hatte zwei Söhne, einer davon ist der Physiker Ralph Eichler.

## Schriften (Auswahl)
- Quadratische Formen und orthogonale Gruppen, Springer 1952, 1974
- Einführung in die Theorie der algebraischen Zahlen und Funktionen, Birkhäuser 1963 (englische Übersetzung 1966, in dem Buch werden auch Modulformen behandelt)
- Projective varieties and modular forms, Lecture notes in mathematics 210 (Kurs University of Maryland 1970), Springer 1971 (Riemann-Roch Satz)
- mit Don Zagier The Theory of Jacobi forms, Birkhäuser 1985
- Über die Einheiten der Divisionsalgebren, Mathematische Annalen, Band 114, 1937, S. 635–654.
- Neuere Ergebnisse der Theorie der einfachen Algebren, Jahresbericht DMV, Band 47, 1937, S. 198–220.
- Zur Algebra der orthogonalen Gruppen Mathematische Zeitschrift, Band 53, 1950, S. 11–20.
- Zur Zahlentheorie der Quaternionenalgebren, J. Reine Angew. Math. (Crelle J.), Band 195, 1956, S. 127–151,  mit errata Band 197, 1957, S. 220.
- Quaternäre quadratische Formen und die Riemannsche Vermutung für die Kongruenz-Zetafunktion, Archiv Math., Band 5, 1954, S. 355–366 (Ramanujan-Petersson Vermutung)
- Eine Verallgemeinerung der Abelschen Integrale, Mathematische Zeitschrift, Band 67, 1957, S. 267–298.
- ders. Quadratische Formen und Modulfunktionen Acta Arithmetica, Band 4, 1958, S. 217–239.
- Eine Vorbereitung auf den Riemann-Rochschen Satz für algebraische Funktionenkörper, J. Reine Angew. Math. (Crelle J.), Band 214/215, 1964, S. 268–275.
- Eichler Einige Anwendungen der Spurformel im Bereich der Modularkorrespondenzen, Mathematische Annalen, Band 168, 1967, S. 128–137 (Eichler-Shimura Theorie)
- Eichler Eine Spurformel von Korrespondenzen von algebraischen Funktionenkörpern mit sich selber, Inventiones Mathematicae, Band 2, 1967, S. 274–300 mit Korrektur Inv. Math., Band 3, 1967, S. 245–256.
- ders. The basis problem for modular forms and the traces of the Hecke operators. In: Modular functions of one variable I, Lecture notes Mathematics 320, Springer, 1973, S. 75–152 (Korrektur in Modular functions of one variable IV, Lecture Notes in Mathematics 476, Springer 1975, S. 145–147)